# Кастельмола
Кастельмола (італ. Castelmola, сиц. Castermula) — муніципалітет в Італії, у регіоні Сицилія,  метрополійне місто Мессіна.
Кастельмола розташована на відстані близько 510 км на південний схід від Рима, 175 км на схід від Палермо, 45 км на південний захід від Мессіни.
Населення — 1099 осіб (2014).
Щорічний фестиваль відбувається 23 квітня. Покровитель — святий Юрій.

## Демографія
Населення за роками:

Станом на 1 січня 2023 року в муніципалітеті офіційно проживало 57 іноземців з 23 країн, серед них 20 громадян країн Євросоюзу та 2 громадяни України.

## Сусідні муніципалітети
- Гаджі
- Летоянні
- Монджуффі-Мелія
- Таорміна